# علم غيرنزي

علم جزيرة غيرنزي

أعتمد علم جزيرة غيرنزي في 30 نيسان - أبريل من سنة 1985 ويتكون العلم من صليب باللون الأحمر هو صليب سانت جورج على خلفية باللون الأبيض وفي وسط صليب سان جورج يوجد صليب باللون الذهبي وهو يشير إلى ويليام الفاتح الذي ارتدى هذا الصليب في موقعة هاستنجز.

## أعلام مستخدمة
|  |  |  |